# 岩島章博
岩島 章博（いわしま あきひろ、1959年4月23日 - ）は、日本の元バレーボール選手。元全日本代表。

## 来歴・人物
岐阜県瑞浪市出身。瑞浪市立稲津中学校、岐阜県立多治見工業高等学校を経て法政大学を卒業した。
1982年、富士フイルムに加入。1990-1992年度は選手兼任コーチとなり、1993-1998年度はコーチを務めた。
1987年度の日本リーグにおける岩島のアタック決定率（65.6％）は、現在のVプレミアリーグを含めても年度記録として過去最高という情報もある。
同年の第1回ビーチバレージャパンでは、三橋栄三郎と組んで出場。決勝で川合・熊田ペアと対戦し準優勝となった（ちなみに4人とも富士フイルムの選手だった）。
現役引退後は、全日本ジュニア監督や、全日本男子コーチも務めた。

## 球歴
- 全日本代表としての主な国際大会出場歴
  - オリンピック （1984年ロサンゼルス、1988年ソウル）
  - 世界選手権 （1986年）

- その他国際大会出場歴
  - 第12回ユニバーシアード （1983年）

## 受賞歴
- 1983年 - 第32回全日本都市対抗 黒鷲賞（最高殊勲選手）
- 1984年 - 第17回日本リーグ レシーブ賞
- 1985年 - 第18回日本リーグ レシーブ賞
- 1986年 - 第19回日本リーグ レシーブ賞・ベスト6
- 1986年 - 第35回黒鷲旗 ベスト6
- 1987年 - 第20回日本リーグ レシーブ賞・ベスト6
- 1987年 - 第36回黒鷲旗 ベスト6
- 1988年 - 第21回日本リーグ レシーブ賞・スパイク賞・ベスト6

## 所属チーム
- 岐阜県立多治見工業高等学校
- 法政大学
- 富士フイルム

## 著書
- スポーツグラフィックシリーズ バレーボール（成美堂出版、1998/4）
- バレーボール上達BOOK―実戦に強くなる!（成美堂出版、2002/7）